# Jonathan Salvador
Jonathan Alejandro Salvador Lara (Concepción, 9 settembre 1991) è un calciatore cileno, portiere del Rangers de Talca.